# Babydoll

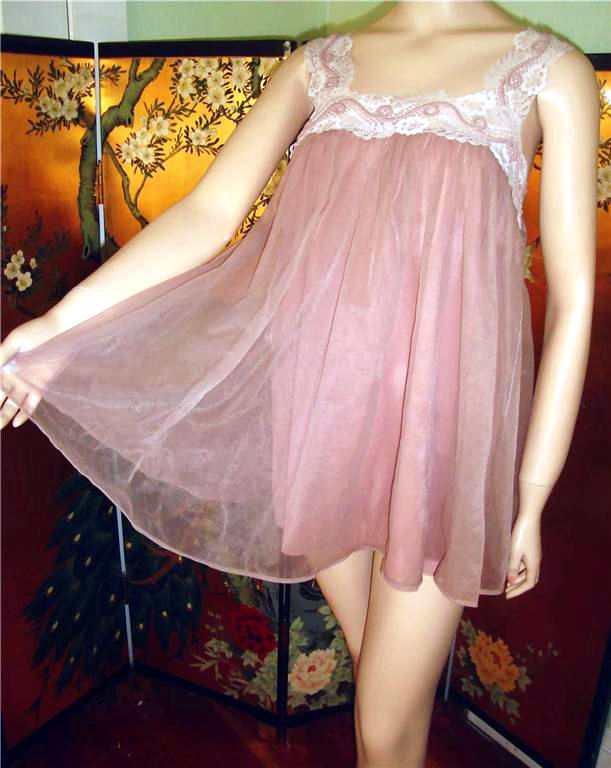
Älteres Babydoll

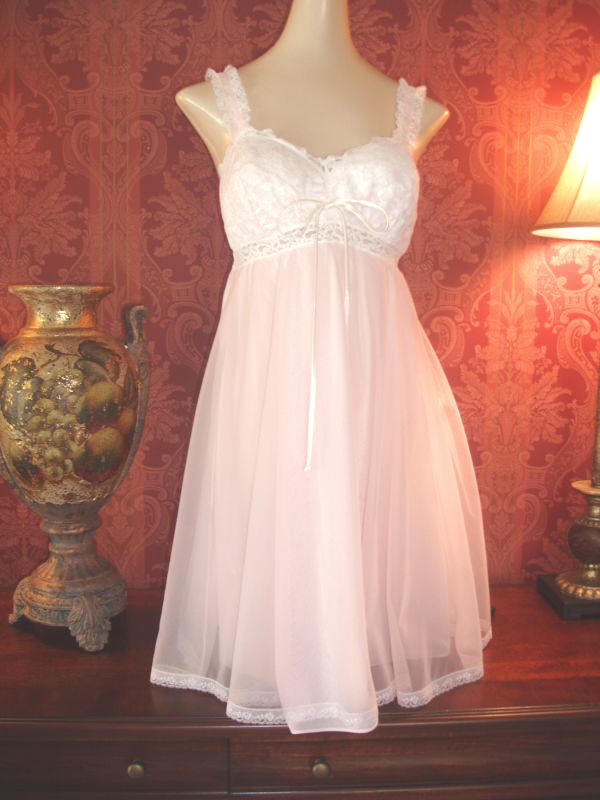
Modernes Babydoll

Das Babydoll ist eine Nachthemdform, die 1956 in Mode kam. Sie wurde nach der gleichnamigen Hauptfigur des US-amerikanischen Spielfilms Baby Doll – Begehre nicht des anderen Weib aus dem Jahr 1956 benannt. Für das Kleidungsstück hat sich die gebundene Schreibweise eingebürgert.
Als Babydoll bezeichnete man ursprünglich einen sehr leichten Pyjama für Frauen. Er bestand aus einem kurzen Pumphose und einem weiten, losen und leicht A-förmig geschnittenen Oberteil, an dem weite, ausgeputzte Puffärmel angesetzt waren.
1957 wurde das Babydoll vom Pyjama zum alltagstauglichen Kleid. Der Couturier Jacques Griffe gab dem Nachthemd ein paar Zentimeter mehr Länge, wodurch es ein kurzes Kleid wurde.
Heute bezeichnet man mit Babydoll nur noch das luftige Oberteil. Dessen Form ist im Wesentlichen unverändert geblieben. So besteht es obenherum aus leicht abgesetzten Körbchen, während der untere Teil wie ein Rock geschnitten ist.
Häufig sind Babydolls mit Rüschen oder Spitze besetzt und einfarbig gehalten. Als Material werden Stoffe wie Seide oder Chiffon verwendet.